# ヴォス人
ヴォス人（英: Voth）はアメリカ合衆国のSFテレビドラマ『スタートレック』シリーズに登場する架空のヒューマノイド型異星人。

## 身体
白亜紀の地球に生息した恐竜ハドロサウルスから進化した爬虫類型ヒューマノイド。さらに遡れば地球人とは共通の祖先から進化したことになり、遺伝子の一部も地球人と同一のものである。彼らは生態的な特徴として毒針を飛ばすことができ、刺した相手を気絶させることができる。またカメレオンのような舌を持ち、蝿などを捕食することが可能。冬眠に入ることで、仮死状態になることもできる。異性を意識すると鱗の色が変化する。

## 精神
理知的な種族で危険はない（ただし教義に関わることでは非情な手段に出ることもあり得る）。爬虫類型ヒューマノイドとしか親交は無く、特に哺乳類から進化したヒューマノイドを見下している為、交渉は難しい。

## 文化
技術水準は非常に高く、トランスワープ技術を始め、個人携行が可能な高性能遮蔽装置、巨大なシティシップ、高度な転送技術などを持つ。彼らは自らの教義を絶対としており、高い技術水準に反してその社会様式は封建的である。
地球で高度に進化した彼らは、6500万年前に恐竜の絶滅を察知し宇宙に進出した。約4500万年間の宇宙放浪を経てデルタ宇宙域に流れ着いた彼らから、いつしか故郷の記憶は失われ、現在の彼らの教義ではヴォス人は初めて宇宙に誕生した知的生命体となっている。あくまでデルタ宇宙域で故郷を探すのが彼らの大きな目的である。

## 代表的なヴォス人
- フォーラ・ゲイガン

ヴォス人の古生物学者。デルタ宇宙域のある惑星で死亡したU.S.S.ヴォイジャーの地球人クルーの遺体を発見したことからU.S.S.ヴォイジャーを捜索、発見し、地球人とファーストコンタクトを果たした。ヴォス人を第一の種としたヴォス教義に反する「遠隔起源説」を主張した為に政府から睨まれていた。「遠隔起源説」は誤りであると認めなければU.S.S.ヴォイジャーを抹殺すると元老院の大臣に脅迫され、やむなく自説を撤回した。